# Země královny Alžběty

Poloha Země královny Alžběty

Země královny Alžběty je britské označení pro oblast v Antarktidě vymezenou 20° a 80° poledníkem na západní polokouli, od šelfového ledovce Filchnera–Ronneové až k jižnímu pólu. Britská vláda pojmenování pojala jako poctu vládnoucí královně Alžbětě II. k jejím oslavám šedesáti let vlády a zveřejnila ho 18. prosince u příležitosti oficiální návštěvy královny na zasedání kabinetu.

## Poloha
Na východě sousedí Země královny Alžběty se Zemí královny Maud, na severovýchodě s Coatsovou zemí, na severu s šelfovým ledovcem Filchnera–Ronneové ležícím jižně od Weddellova moře. Západní hranicí je spojnice Rutfordova ledovcového proudu s jižním pólem. Rozloha celé Země královny Alžběty je zhruba 437 000 čtverečních kilometrů, zhruba třetina Britského antarktického území.

## Kontroverze
Pojmenování kritizovala zejména Argentina, jejíž nárokovaná Argentinská Antarktida se překrývá s územím nárokovaným Brity, a která má se Spojeným královstvím i jiné územní spory, zejména o Falklandy. Argentinská vláda pojmenování označila za provokaci. Kromě toho do oblasti zasahuje Chilské antarktické území. 
Ruské ministerstvo zahraničí připomnělo, že podle smlouvy o Antarktidě si nemohou žádné státy nárokovat svrchovanost nad žádnou částí Antarktidy.